# Likformig konvergens
Inom matematiken sägs en följd av funktioner {\displaystyle f_{i}:\mathbb {R} \to \mathbb {R} } konvergera likformigt mot en funktion {\displaystyle f} på en mängd {\displaystyle I} om följande villkor uppfylls:
- För varje {\displaystyle \epsilon >0} finns ett {\displaystyle N\in \mathbb {R} } så att för alla {\displaystyle x\in I} gäller att {\displaystyle n>N} implicerar {\displaystyle |f_{n}(x)-f(x)|<\epsilon }

Detta skall jämföras med villkoret att följden endast konvergerar (punktvis konvergens), som lyder enligt följande:
- För varje {\displaystyle x\in I} och {\displaystyle \epsilon >0} så finns ett {\displaystyle N\in \mathbb {R} } så att {\displaystyle n>N} medför att{\displaystyle |f_{n}(x)-f(x)|<\epsilon }

## Exempel
1. Följden {\displaystyle f_{n}={\frac {\sin x}{n}}} konvergerar likformigt mot {\displaystyle 0} på {\displaystyle \mathbb {R} }.
2. Följden {\displaystyle f_{n}={\frac {x}{n}}} konvergerar mot {\displaystyle 0} för alla {\displaystyle x} i {\displaystyle \mathbb {R} }, men inte likformigt
3. Följden {\displaystyle f_{n}=x^{n}} konvergerar, men inte likformigt, mot funktionen {\displaystyle g} på intervallet {\displaystyle [0,1]} där {\displaystyle g} är funktionen som har värdet {\displaystyle 1} i punkten {\displaystyle 1} och värdet {\displaystyle 0} annars.

## Egenskaper
Likformig konvergens är ett viktigt begrepp i analysens grunder, eftersom det används för att sluta sig till egenskaper hos en funktion {\displaystyle f} som är gränsvärdet av en följd {\displaystyle f_{i}} utifrån egenskaper hos funktionerna {\displaystyle f_{i}}. Till exempel gäller att en om en följd av kontinuerliga funktioner konvergerar likformigt mot en funktion, är även denna funktion kontinuerlig. I exempel 3 ovan är varje {\displaystyle f_{n}} kontinuerlig medan gränsfunktionen, {\displaystyle g}, är diskontinuerlig varför funktionsföljden inte kan konvergera likformigt.
Att en funktionsföljd {\displaystyle (f_{n})_{n=1}^{\infty }} konvergerar punktvis mot en funktion {\displaystyle f} är ett krav för likformig konvergens. Den likformiga gränsfunktionen är då nödvändigtvis {\displaystyle f}. Med supremumnormen kan vi säga att en funktionsföljd konvergerar om och endast om:
{\displaystyle \sup _{x\in I}|f_{n}(x)-f(x)|\to 0,\quad n\to \infty },
vilket är ekvivalent med definitionen ovan, men oftast enklare att räkna med. Processen blir då att först bestämma den punktvisa gränsfunktionen {\displaystyle f} och sedan kontrollera gränsvärdet:
{\displaystyle \lim _{n\to \infty }\|f_{n}-f\|_{\infty }=\lim _{n\to \infty }\sup _{t}|f_{n}(t)-f(t)|}
som ska vara {\displaystyle 0} om vi har likformig konvergensen.
Ett annat bra sätt att ta reda på om en funktionsserie konvergerar är med Weierstrass majorantsats.

## Gränsövergång under integraltecknet
Om vi har en funktionsföljd {\displaystyle \{f_{n}\}_{n=1}^{\infty }} som konvergerar likformigt på intervallet [a,b] så gäller det att:
{\displaystyle \lim _{n\to \infty }\int _{a}^{b}f_{n}(x)dx=\int _{a}^{b}\left(\lim _{n\to \infty }f_{n}(x)\right)dx}
Detta är långt ifrån självklart och därför en viktig motivering till begreppet likformighet

### Bevis
Låt oss teckna {\displaystyle \lim _{n\to \infty }f_{n}(x)=f(x)}. Vidare ger oss kravet på likformighet att:
{\displaystyle |f_{n}(x)-f(x)|<\epsilon } då {\displaystyle a\leq x\leq b} och {\displaystyle n\geq N}
Vi undersöker vårt påstådda gränsvärde:
{\displaystyle \left|\int _{a}^{b}f_{n}(x)dx-\int _{a}^{b}f(x)dx\right|=\left|\int _{a}^{b}\left(f_{n}(x)-f(x)\right)dx\right|\leq \left\{{\mbox{ triangelolikheten }}\right\}\leq }
{\displaystyle \leq \int _{a}^{b}|f_{n}(x)-f(x)|dx\leq \epsilon \left(b-a\right)} då {\displaystyle n\geq N}
Vilket bekräftar vår tes

## Funktionsserie
Vi kan även betrakta en funktionsserie  {\displaystyle \{s_{n}\}_{n=1}^{\infty }}där {\displaystyle s_{n}=\sum _{k=1}^{n}u_{k}(x)} och {\displaystyle s=\sum _{k=1}^{\infty }u_{k}(x)} som konvergerar likformigt då {\displaystyle x\in I} där {\displaystyle I} är konvergensområdet. Med denna notation fås att:
{\displaystyle \int _{I}\left(\sum _{k=1}^{\infty }u_{k}(x)\right)dx=\sum _{k=1}^{\infty }\int _{I}u_{k}(x)dx}

### Bevis
{\displaystyle \sum _{k=1}^{\infty }\int _{I}u_{k}(x)dx=\lim _{n\to \infty }\sum _{k=1}^{n}\int _{I}u_{k}(x)dx=\lim _{n\to \infty }\int _{I}\sum _{k=1}^{n}u_{k}(x)dx=\lim _{n\to \infty }\int _{I}s_{n}(x)dx={\mbox{ situationen som ovan }}=}
{\displaystyle =\int _{I}\lim _{n\to \infty }s_{n}(x)dx=\int _{I}\left(\sum _{k=1}^{\infty }u_{k}(x)\right)dx}
Vilket skulle visas.